# Улица Жени Егоровой
Улица Же́ни Его́ровой — улица в Выборгском районе Санкт-Петербурга. Проходит от Выборгского шоссе до Суздальского проспекта.

## История
Проект улицы получил название 4 июля 1977 года в память Жени Егоровой (Марты-Эллы Лепинь) — советского партийного и профсоюзного деятеля, деятельность которой была связана с Выборгской стороной. До 16 октября 1978 года будущая улица Жени Егоровой носила название улица Евгении Егоровой.

## Пересечения
- Выборгское шоссе
- улица Прокофьева
- Суздальский проспект

## Транспорт
Улица Жени Егоровой является важным транспортным узлом. В самом начале улицы находится автобусная (маршруты № 75, 80, 86, 99, 104, 121, 123, 143, 167, 173, 180, 198, 433, 435, 436, 555, 567) и троллейбусная (маршрут № 21) станции. Немного севернее находится трамвайное кольцо, где оборачивается 58 трамвайный маршрут.